# Санудо, Марино Младший
Марин Санудо Младший, итализировано в Марино Сануто (итал. Marino Sanuto; 22 мая 1466, Венеция — 4 апреля 1536, там же) — венецианский государственный деятель и хронист, автор дневников и сочинений по истории Венеции, в частности, о завоевании Неаполя Карлом VIII.

## Биография
Родился в 1466 году в Венеции в приходе церкви Сан-Джакомо-делл'Орио. Происходил из древнего лангобардского рода Санудо, который входил в число основателей республики. Сын сенатора Леонардо Санудо, который умер в 1476 году в Риме, оставив своего десятилетнего сына сиротой. Вскоре после смерти отца потерял всё своё состояние, так как его опекун неумело вёл финансовые дела. В течение последующей жизни остро нуждался из-за этого в деньгах.
В 1483 году сопровождал своего двоюродного брата Марио (бывшим одним из трёх sindici inquisitori , которым поручали рассматривать обращения от ректоров) в путешествии от Бергамо до Лабина в Истрии. Впечатления от этой поездки подробно описал в своём дневнике. Везде, где побывал, стремился познакомиться с учёными людьми, изучал библиотеки и тщательно всё записывал. Результатом этого путешествия стала публикация им книги Itinerario per la terraferma veneziana и собрание рукописей на латыни.

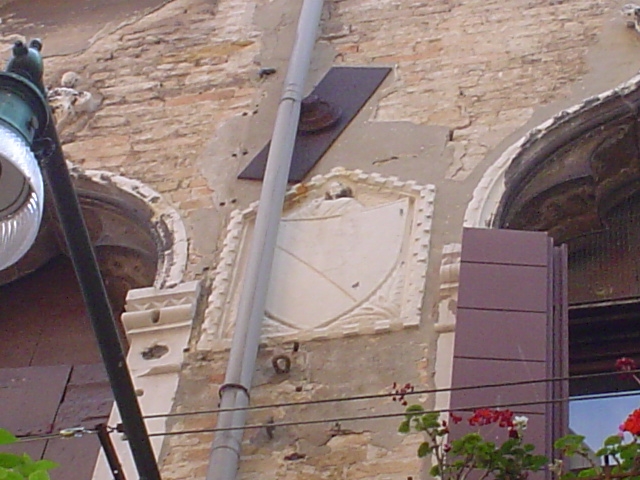
Герб Санудо на фасаде фамильного дворца в Венеции.

В возрасте двадцати лет был избран членом Большого совета, что было удачным шагом для столь молодого человека, не имевшего поддержки среди старой венецианской аристократии. В 1498 году стал сенатором. Записывал всё, что было сказано и сделано в совете, получив также доступ к тайным архивам республики. Собрал значительную библиотеку из манускриптов, редких книг, карт и этнографических рисунков, включая знаменитую хронику Альтино, основу ранней истории Венеции. Также сблизился с многими видными людьми своего времени, в том числе Альдо Мануцио, который посвятил ему свои издания работ Анджело Полициано и поэм Овидия. Был разочарован тем фактом, что задача продолжать документировать историю республики с того момента, на котором остановился Марк Антоний Сабеллик, была возложена была не на него, а на Андреа Наваджеро. Ещё большое унижение со стороны властей испытал после смерти в 1529 году Наваджеро, так и не выполнившего своей задачи, поскольку пост официального историка занял Пьетро Бембо. Лишь в 1531 году сенат признал ценность его собственных исторических трудов, наградив его ежегодной пенсией в 150 золотых дукатов.
Умер в 1536 году.

### Отношение к евреям
Сыграл значительную роль в размещении венецианских евреев в первом в истории еврейском гетто. В 1515 году, за год до учреждения гетто, в своей речи заявил: «Я не хочу связываться с их бесчестной практикой, которая приводит к продолжению связи с этими евреями, которые проживают в городах в больших количествах. Прежде, они не выходили из своих домов в период с вербного воскресенья по Пасху. Сейчас, то есть до вчерашнего дня, они расхаживали туда и сюда, и это очень плохо, никто им даже ничего не говорит с тех пор, как мы стали нуждаться в их финансовой помощи для ведения войн, и, следовательно, теперь мы должны делать всё, что они хотят.»

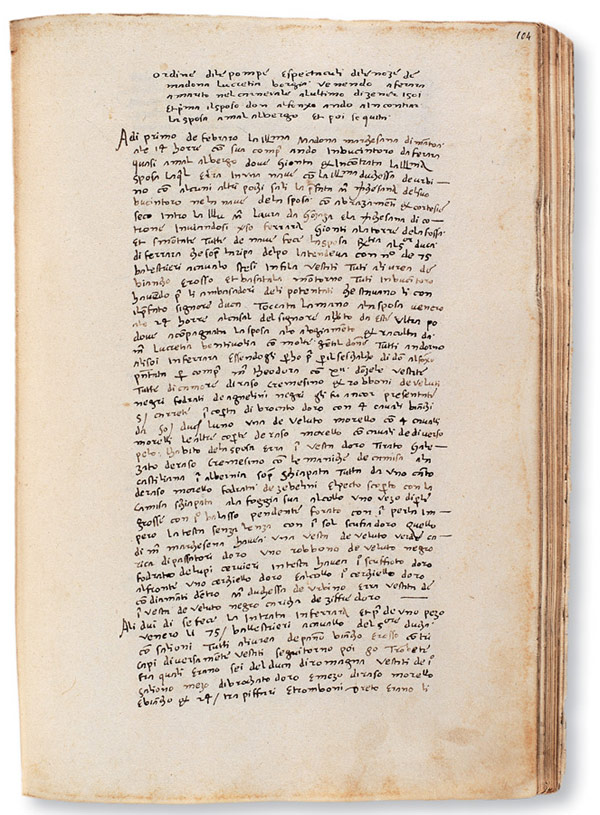
Рукописная страница из труда Санудо

## Сочинения
Главными трудами его являются:
- «Vite dei dogi», «Vitae ducum Venetorum» («Жизнь венецианских дожей») (около 1490)[1] — компиляция, не имеющая особого значения; книга охватывает период с начала существования Венецианской республики до 1494 года и включает ранние записи автора. Опубликована Муратори в «Rerum italicarum scriptores» в 1733 году.
- «La spedizione di Carlo VIII» («Поход Карла VIII») (1495 год)[1] — сочинение, являющееся главным источником для истории завоевания Неаполя королём Франции Карлом VIII. Труд много раз переиздавался и был переведен на французский язык (его рукопись хранится в отделе манускриптов национальной библиотеки в Париже).
- «I Diarii» («Дневники») (начата 1 января 1496 года)[1] — самая главная работа Санудо, детальная хроника[2], описывающая мировую историю с венецианской точки зрения. Этот труд содержит в себе множество писем, оригинальных документов и письменных отчётов из первых рук, а также подробные описания в области культуры, торговли, общественных работ и обычаев. Когда Санудо получил пост сенатора, он продолжил свои дневники с ещё большим успехом, принимая всё большее участие в политической жизни. В 1531 году он был награждён пенсией, что позволило продолжить работу, которая отныне носила полуофициальный характер. В сентябре 1533 года книга была закончена: в результате получился труд в 40 тысяч мелко исписанных страниц, опубликованный последовательно в 58 томах (1879–1902; «The Diaries»).

Среди прочих работ:

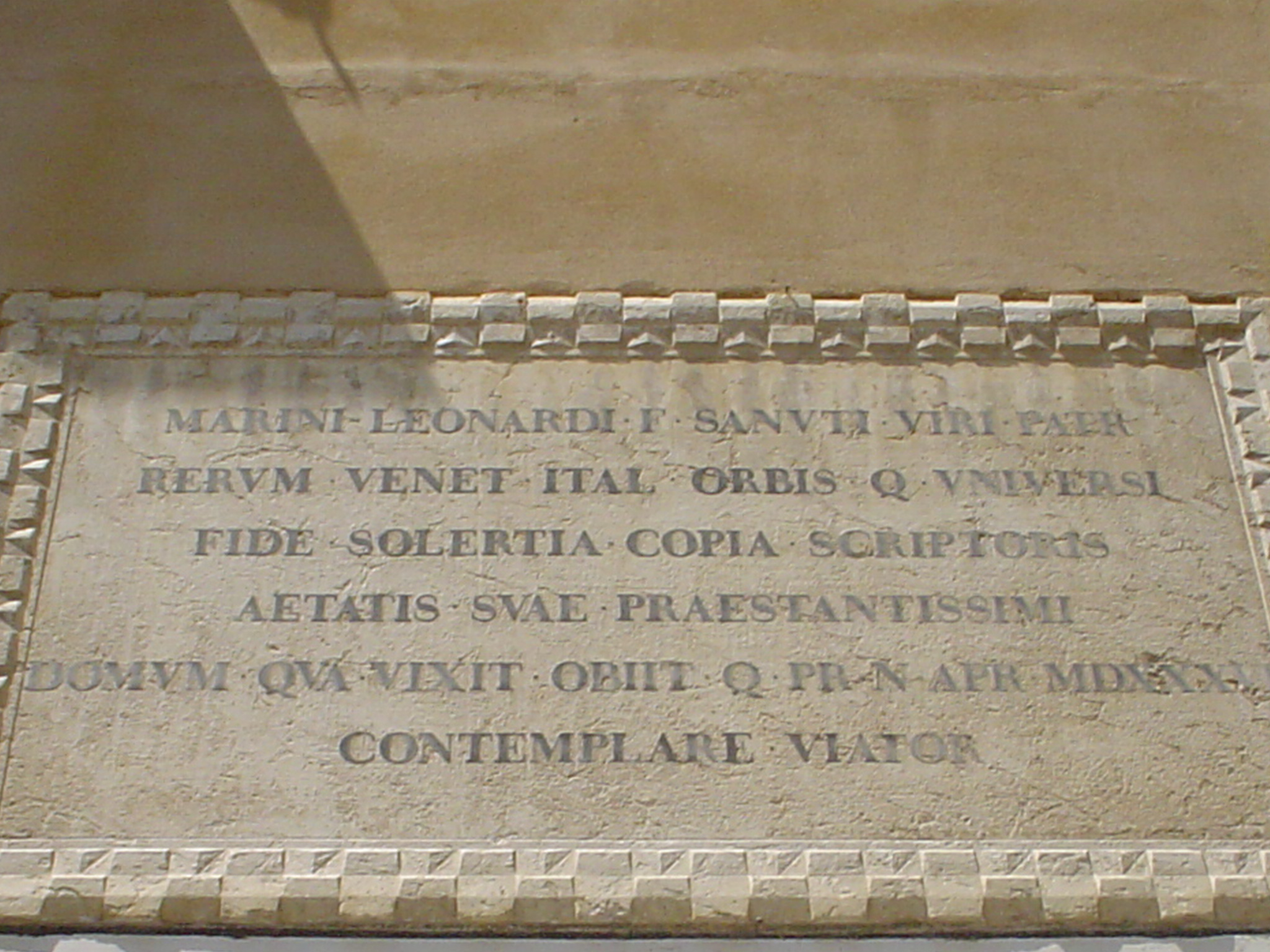
Табличка на доме Санудо.

- «Itinerario per la terraferma veneziana» — отчёт о первом путешествии Санудо по венецианским территориям на материке; книга опубликована в 1847 году.
- « I commentari delta guerra di Ferrara» — сочинение о войне между венецианцами и Эрколе I д'Эсте; книга опубликована в Венеции в 1829 году.
- «Notatorio di Collegio»
- «Elenco degli ordini religiosi in Venezia» — список религиозных орденов Венеции.
- «Lettera del Petrarca nuovamente ritrovata» — заново обнаруженное письмо Петрарки.
- «Descrizione della Patria del Friuli»
- Собрание эпитафий и записей
- «Dissertazione sulle Metamorfosi di Ovidio» — диссертация на тему "Метаморфоз" Овидия.
- «Vita dei Pontefici» («Жизнь понтификов»)
- перевод-эссе «Книги тайн», работы своего знаменитого предка Марино Санудо Старшего.

Обладал определённым литературным стилем, однако ему не хватало навыков настоящего историка, из-за чего он не всегда способен был улавливать взаимосвязь между событиями и объяснять их причины.